# Ligyra similis
Ligyra similis är en tvåvingeart som först beskrevs av Daniel William Coquillett 1898.  Ligyra similis ingår i släktet Ligyra och familjen svävflugor. Inga underarter finns listade i Catalogue of Life.